# Serie D 2014-2015
La Serie D 2014-2015 è stata la 67ª edizione del campionato interregionale di calcio disputata in Italia, ed è stata gestita per la 34ª volta dalla Lega Nazionale Dilettanti. A causa della riforma della Lega Pro, con la riunificazione di Prima e Seconda Divisione, la competizione è tornata ad essere la quarta categoria (su nove) in ordine d'importanza nel calcio italiano come accadeva fino alla stagione 1977-1978.

## Aggiornamenti
Sempre per effetto della riforma della Lega Pro questa edizione del massimo campionato dilettantistico avrebbe potuto vedere la partecipazione di 9 squadre in sovrannumero (frutto delle 18 retrocessioni dalla Seconda Divisione a fronte delle consuete 9 promozioni nella Lega Pro unica). Tuttavia tale sovrannumero si è ridotto subito ad una sola unità per effetto di cinque mancate iscrizioni al campionato e di tre ripescaggi nella stessa Lega Pro.
Le società non iscritte al torneo sono state:
- Castel Rigone (retrocessa dalla Lega Pro)
- Chiavari Caperana
- Mariano Keller
- Giada Maccarese

Sono state invece ripescate in Lega Pro le neoretrocesse
- Aversa Normanna
- Martina
- Torres

Come previsto dalle norme federali, sono state poi ammesse in sovrannumero al campionato due società rappresentanti città di antica tradizione professionistica, ossia il Siena (escluso dalla Serie B) ed il Biancoscudati Padova (in sostituzione del Padova escluso dalla Lega Pro). Nonostante la presenza residua, al termine di queste operazioni, di tre squadre in sovrannumero, è stato ugualmente disposto un ripescaggio, quello dell'Arzachena, allo scopo di evitare gironi con un numero dispari di squadre. In questo modo l'organico del campionato era stato inizialmente fissato a 166 società (4 in sovrannumero rispetto allo standard di 162).
A gironi e calendari già compilati, l'ulteriore ripescaggio in Lega Pro dell'Arezzo ha modificato ulteriormente la situazione, comportando la necessità di ripescare dall'Eccellenza una seconda squadra, individuata nel Rieti che è stato inserito nel girone E al posto dei toscani (a dispetto della differente provenienza geografica). Contro il ripescaggio dei laziali è stato presentato un ricorso al Collegio di Garanzia del CONI da parte del Sondrio, che riteneva di essere la vera avente diritto al ripescaggio. Per evitare contenziosi, la Lega Nazionale Dilettanti è pervenuta ad un accordo conciliativo ed ha così ripescato anche la squadra lombarda, inserendola in sovrannumero nel girone B e modificando pertanto il calendario di tale girone (in deroga anche al principio di evitare gironi con un numero dispari di squadre). In questo modo l'organico del campionato è stato definitivamente fissato a 167 squadre (ossia 5 in sovrannumero), con sei gironi da 18 squadre, uno da 19 e due da 20.
Le squadre ripescate sono state quindi:
- Arzachena
- Rieti (proveniente dall'Eccellenza Lazio)
- Sondrio (proveniente dall'Eccellenza Lombardia)

Le squadre ammesse in sovrannumero sono:
- Biancoscudati Padova[3]
- Siena

Il format del campionato rimane invariato e le 5 società in sovrannumero dovranno essere smaltite con altrettanti mancati ripescaggi nelle stagioni successive.
Avvengono infine le seguenti fusioni e cessioni di titoli sportivi:
- il Marano e il Trissino-Valdagno si fondono permettendo la nascita dell'AltoVicentino.
- Il titolo sportivo della Turris viene riportato a Mugnano di Napoli, sede originaria, tornando al nome Neapolis. I torresi acquisirono quindi il titolo sportivo di Eccellenza del Miano, partecipando a quel campionato.

### Formato
La vincente di ogni girone viene promossa direttamente in Lega Pro 2015-2016.
In questa stagione viene nuovamente modificato, invece, il regolamento dei playoff. Accederanno come al solito le migliori tre classificate della Coppa Italia Serie D 2014-2015 non promosse in Lega Pro, più le migliori 4 classificate di ciascuno dei nove gironi del campionato (di norma dal 2º al 5º posto) non promosse in Lega Pro e non ammesse tramite la coppa. Queste 36 società tornano ad essere tutte ammesse ai playoff, indipendentemente dai distacchi in classifica. Le quarte e le quinte classificate si affronteranno tra loro nella prima fase; le nove vincenti accederanno alla seconda fase dove sfideranno le terze classificate, ammesse di diritto. Le nove vincenti della seconda fase accederanno alla terza fase dove sfideranno le seconde classificate, ammesse di diritto. Le nove vincenti della terza fase accederanno alla quarta fase dove sarà ammessa di diritto la terza miglior classificata della coppa, per un totale di dieci squadre in lizza. Le cinque vincenti della quarta fase accederanno alla quinta fase dove sarà ammessa di diritto la seconda miglior classificata della coppa, per un totale di sei squadre in lizza. Le tre vincenti della quinta fase, infine, accederanno alle semifinali dove sarà ammessa di diritto la migliore di coppa.
Le prime tre fasi si svolgeranno in gara unica in casa della meglio piazzata nel girone. Le partite andranno ai tempi supplementari in caso di parità al termine dei tempi regolamentari. In caso di parità anche dopo i tempi supplementari, si qualificherà automaticamente la squadra meglio piazzata nel girone.
Nella quarta e quinta fase e nelle semifinali, invece, è confermato il regolamento delle stagioni precedenti: in ciascuno di questi tre turni metà delle squadre saranno designate teste di serie (in base ai migliori piazzamenti nel proprio girone di campionato e, a parità, al miglior quoziente punti), non potranno affrontarsi tra loro in quel medesimo turno ed avranno diritto a giocarne in casa la gara unica. Le loro avversarie saranno designate tra le non teste di serie col criterio geografico. Le partite di questi tre turni, in caso di parità al termine dei tempi regolamentari, verranno decise direttamente con i calci di rigore.
La finale, da disputarsi tra le due vincenti delle semifinali in gara unica ed in campo neutro, prevede anch'essa il ricorso ai rigori in caso di parità al termine dei tempi regolamentari. Ancora una volta sia la vincitrice dei playoff, sia la finalista perdente, non avranno il diritto assoluto al ripescaggio in Lega Pro ma beneficeranno di un premio in denaro in caso di mancato ripescaggio.

## Squadre partecipanti

### Girone A
- Acqui
- Argentina
- Asti
- Borgomanero
- Borgosesia
- Bra
- Caronnese
- Chieri
- Cuneo
- Derthona
- Lavagnese
- Novese
- OltrepoVoghera
- Pro Settimo & Eureka
- RapalloBogliasco
- Sancolombano
- Sestri Levante
- Sporting Bellinzago
- Vado
- Vallée d'Aoste

### Girone B
- Atletico Montichiari
- Aurora Seriate
- Caravaggio
- Castellana
- Castiglione
- Ciliverghe Mazzano
- Ciserano
- Folgore Caratese
- Inveruno
- Lecco
- MapelloBonate
- Olginatese
- Pergolettese
- Pontisola
- Pro Sesto
- Seregno
- Sondrio
- Villafranca Veronese
- Virtus Verona

### Girone C
- AltoVicentino
- Belluno
- Padova
- Clodiense
- Dro
- Fontanafredda
- Giorgione
- Kras Repen
- Legnago
- Mezzocorona
- Montebelluna
- Mori Santo Stefano
- Sacilese
- Tamai
- Triestina
- ArzignanoChiampo
- Union Pro
- Union Ripa La Fenadora

### Girone D
- Abano
- Atl. S. Paolo
- Bellaria Igea Marina
- Correggese
- Delta Rovigo
- Este
- Fidenza
- Fiorenzuola
- Formigine
- Fortis Juventus
- Imolese
- Jolly Montemurlo
- Mezzolara
- Piacenza
- Ribelle
- Rimini
- Romagna Centro
- Scandicci
- Thermal Abano Teolo
- Virtus Castelfranco

### Girone E
- Bastia
- Colligiana
- Foligno
- Gavorrano
- Gualdo Casacastalda
- Massese
- Pianese
- Poggibonsi
- Ponsacco
- Rieti
- San Donato Tavarnelle
- San Giovanni Valdarno
- Sansepolcro
- Siena
- Trestina
- Villabiagio
- Virtus Flaminia
- Voluntas Spoleto

### Girone F
- Amiternina
- Campobasso
- Castelfidardo
- Celano
- Chieti
- Civitanovese
- Fano
- Fermana
- Giulianova
- Jesina
- Maceratese
- Matelica
- Olympia Agnonese
- Recanatese
- Sambenedettese
- San Nicolò
- Termoli
- Vis Pesaro

### Girone G
- Anziolavinio
- Aprilia
- Arzachena
- Astrea
- Budoni
- Cynthia
- Fondi
- Isola Liri
- Lupa Castelli Romani
- Nuorese
- Olbia
- Ostia Mare
- Palestrina
- San Cesareo
- Selargius
- Sora
- Terracina
- Viterbese Castrense

### Girone H
- Arzanese
- Bisceglie
- Brindisi
- Cavese
- Fidelis Andria
- FC Francavilla
- Gallipoli
- Gelbison
- Grottaglie
- Manfredonia
- Monopoli
- Pomigliano
- Puteolana
- Potenza
- Sarnese
- San Severo
- Taranto
- Virtus Scafatese

### Girone I
- Agropoli
- Akragas
- Battipagliese
- Comprensorio Montalto
- Due Torri
- HinterReggio
- Leonfortese
- Neapolis
- Nerostellati Frattese
- Noto
- Nuova Gioiese
- Orlandina
- Progreditur Marcianise
- Rende
- Roccella
- Sorrento
- Tiger Brolo
- Torrecuso

## Play-off
Sono articolati in più fasi, o turni, che servono a determinare una classifica di merito utile in caso di ripescaggio e/o riammissione, per completamento organico, alla Lega Pro 2015-2016, in caso ciò non avvenisse la Lega Nazionale Dilettanti riconosce alla vincente un premio di trentamila euro e alla finalista un premio di quindicimila euro.
Nelle prime tre fasi, in ciascun girone, le squadre qualificate ai play-off, si affrontano tra di loro per determinare la vincente che approda alla fase nazionale. Gli accoppiamenti sono così determinati: la squadra classificata al 5º posto incontra la squadra classificata al 4º posto, la vincente gioca nel turno successivo con la squadra classificata al 3º posto e poi la vincente approda alla finale di girone dove affronta la squadra classificata al 2º posto. Si gioca in gara unica, in casa della meglio classificata in campionato. In caso di parità di punteggio al termine dei 90', si effettuano i tempi supplementari e, se sussiste la parità, avanza la squadra meglio classificata nella stagione regolare, ossia quella che gioca in casa.
Dalla quarta fase la competizione assume carattere nazionale e si articola in gare uniche in casa della squadra con miglior piazzamento in campionato; in caso di parità alla fine dei 90' si procede direttamente ai tiri di rigore. Partecipano alla seconda fase della competizione le nove società vincenti i play-off del rispettivo girone più la migliore semifinalista di Coppa Italia Serie D. Le cinque squadre vincenti questi confronti unitamente alla finalista della Coppa, disputano la Quinta fase. Le tre vincenti più la squadra vincitrice della Coppa sono le quattro ammesse alle semifinali. La finale è disputata in gara unica e in campo neutro. In caso di parità di punteggio al termine dei due tempi di gioco, si procede all'esecuzione dei calci di rigore.

### Quarta fase
La quarta fase si gioca il 31 maggio 2015 e vi prendono parte le nove vincenti dei play-off a gironi e la migliore semifinalista della Coppa Italia, lo Scandicci.
Vengono identificate cinque teste di serie in base alla classifica della stagione regolare e gli abbinamenti saranno effettuati in base alla distanza chilometrica. Si gioca in gara unica in casa delle teste di serie. In caso di parità al 90' si andrà direttamente ai calci di rigore.
Teste di serie
 Fano (2ª classificata Girone F)
 Viterbese Castrense (2ª classificata Girone G)
 AltoVicentino (2ª classificata Girone C)
 Sestri Levante (2ª classificata Girone A)
 Taranto (2ª classificata Girone H)
non teste di serie
 Poggibonsi (2ª classificata Girone E)
 Delta Rovigo (2ª classificata Girone D)
 Rende (2ª classificata Girone I)
 Seregno (3ª classificata Girone B)
 Scandicci (miglior semifinalista Coppa Italia di Serie D)
|                     | Risultati     |              | Luogo e data                   |
| ------------------- | ------------- | ------------ | ------------------------------ |
| Fano                | 1-1 (4-2 dtr) | Scandicci    | Fano, 31 maggio 2015           |
| Viterbese Castrense | 2-0           | Poggibonsi   | Viterbo, 31 maggio 2015        |
| AltoVicentino       | 1-2           | Delta Rovigo | Valdagno, 31 maggio 2015       |
| Sestri Levante      | 2-1           | Seregno      | Sestri Levante, 31 maggio 2015 |
| Taranto             | 1-0           | Rende        | Taranto, 31 maggio 2015        |
|                     |               |              |                                |

### Quinta fase
La quinta fase si gioca il 7 giugno 2015 e vi partecipano le cinque squadre uscite vincitrici dagli scontri diretti della Quarta fase a cui si va ad aggiungere la squadra sconfitta nella finale della Coppa Italia, la Correggese.
Vengono identificate tre teste di serie in base alla classifica della stagione regolare e gli accoppiamenti sono effettuati in base alla distanza chilometrica. Si gioca in gara unica in casa delle teste di serie. In caso di parità al 90' si va direttamente ai calci di rigore.
Teste di serie
 Fano (2ª classificata Girone F)
 Viterbese Castrense (2ª classificata Girone G)
 Sestri Levante (2ª classificata Girone A)
non teste di serie
 Delta Rovigo (2ª classificata Girone D)
 Correggese (finalista Coppa Italia di Serie D)
 Taranto (2ª classificata Girone H)
|                     | Risultati     |              | Luogo e data                  |
| ------------------- | ------------- | ------------ | ----------------------------- |
| Fano                | 3-0           | Delta Rovigo | Fano, 7 giugno 2015           |
| Viterbese Castrense | 1-1 (2-4 dtr) | Taranto      | Viterbo, 7 giugno 2015        |
| Sestri Levante      | 2-0           | Correggese   | Sestri Levante, 7 giugno 2015 |
|                     |               |              |                               |

### Semifinali
Le semifinali si giocano il 10 giugno 2015 e vi partecipano le tre squadre uscite vincitrici dagli scontri diretti della Quinta fase a cui si va ad aggiungere la squadra vincitrice della Coppa Italia, il Monopoli.
Vengono identificate due teste di serie in base alla classifica della stagione regolare e gli accoppiamenti sono effettuati in base alla distanza chilometrica. Si gioca in gara unica in casa delle teste di serie. In caso di parità al 90' si va direttamente ai calci di rigore.
Teste di serie
 Fano (2ª classificata Girone F)
 Sestri Levante (2ª classificata Girone A)
non teste di serie
 Taranto (2ª classificata Girone H)
 Monopoli (vincitrice Coppa Italia di Serie D)
|                | Risultati |          | Luogo e data                   |
| -------------- | --------- | -------- | ------------------------------ |
| Fano           | 0-2       | Monopoli | Fano, 10 giugno 2015           |
| Sestri Levante | 3-1       | Taranto  | Sestri Levante, 10 giugno 2015 |
|                |           |          |                                |

### Finale
La finalissima si gioca il 14 giugno 2015. Le due squadre vincenti delle semifinali si affrontano in gara unica in campo neutro. In caso di parità al 90' si va direttamente ai calci di rigore.
|                | Risultati |          | Luogo e data            |
| -------------- | --------- | -------- | ----------------------- |
| Sestri Levante | 1-0       | Monopoli | Foligno, 14 giugno 2015 |
|                |           |          |                         |

## Poule scudetto
Per l'assegnazione del titolo italiano di Serie D, al termine della stagione regolare, le nove squadre prime classificate vengono suddivise in tre triangolari e si incontrano in gare di sola andata. Le vincenti dei triangolari e la miglior seconda accedono alle semifinali e che si disputano, così come per la finale Scudetto, in campo neutro e senza tempi supplementari, in caso di parità si andrà direttamente ai rigori. Nel caso in cui due o tutte e tre le squadre concludessero il proprio triangolare a pari punti, per determinare la vincente si terrà conto dello scontro diretto e della migliore posizione nella classifica della Coppa Disciplina. Per stabilire la migliore tra le seconde, si terrà conto, dei punti ottenuti negli incontri disputati, della migliore posizione nella classifica della Coppa Disciplina, dell'età media più giovane.
Graduatoria Coppa Disciplina: Cuneo, Castiglione, Lupa Castelli Romani, Maceratese, Siena, Padova, Rimini, Andria, Akragas.

### Squadre partecipanti
| Triangolare 1 | Triangolare 2 | Triangolare 3        |
| ------------- | ------------- | -------------------- |
| Cuneo         | Rimini        | Lupa Castelli Romani |
| Castiglione   | Siena         | Fidelis Andria       |
| Padova        | Maceratese    | Akragas              |

### Turno preliminare

#### Triangolare 1
| Squadra        | P.ti | G | V | N | P | GF | GS | DR |
| -------------- | ---- | - | - | - | - | -- | -- | -- |
| 1. Castiglione | 4    | 2 | 1 | 1 | 0 | 3  | 2  | +1 |
| 2. Padova      | 4    | 2 | 1 | 1 | 0 | 3  | 1  | +2 |
| 3. Cuneo       | 0    | 2 | 0 | 0 | 2 | 1  | 4  | -3 |

|             | Risultati |             | Luogo e data                               |
| ----------- | --------- | ----------- | ------------------------------------------ |
| Castiglione | 1-1       | Padova      | Castiglione delle Stiviere, 17 maggio 2015 |
| Cuneo       | 1-2       | Castiglione | Cuneo, 20 maggio 2015                      |
| Padova      | 2-0       | Cuneo       | Padova, 24 maggio 2015                     |
|             |           |             |                                            |

#### Triangolare 2
| Squadra       | P.ti | G | V | N | P | GF | GS | DR |
| ------------- | ---- | - | - | - | - | -- | -- | -- |
| 1. Maceratese | 4    | 2 | 1 | 1 | 0 | 5  | 0  | +5 |
| 2. Siena      | 4    | 2 | 1 | 1 | 0 | 1  | 0  | +1 |
| 3. Rimini     | 0    | 2 | 0 | 0 | 2 | 0  | 6  | -6 |

|            | Risultati |            | Luogo e data             |
| ---------- | --------- | ---------- | ------------------------ |
| Siena      | 1-0       | Rimini     | Siena, 17 maggio 2015    |
| Rimini     | 0-5       | Maceratese | Rimini, 20 maggio 2015   |
| Maceratese | 0-0       | Siena      | Macerata, 24 maggio 2015 |
|            |           |            |                          |

#### Triangolare 3
| Squadra                 | P.ti | G | V | N | P | GF | GS | DR |
| ----------------------- | ---- | - | - | - | - | -- | -- | -- |
| 1. Akragas              | 4    | 2 | 1 | 1 | 0 | 4  | 1  | +3 |
| 2. Lupa Castelli Romani | 3    | 2 | 1 | 0 | 1 | 5  | 7  | -2 |
| 3. Fidelis Andria       | 1    | 2 | 0 | 1 | 1 | 3  | 4  | -1 |

|                      | Risultati |                      | Luogo e data                 |
| -------------------- | --------- | -------------------- | ---------------------------- |
| Akragas              | 4-1       | Lupa Castelli Romani | Agrigento, 17 maggio 2015    |
| Lupa Castelli Romani | 4-3       | Fidelis Andria       | Rocca Priora, 20 maggio 2015 |
| Fidelis Andria       | 0-0       | Akragas              | Andria, 24 maggio 2015       |
|                      |           |                      |                              |

### Fase finale
Le squadre qualificate alla fase finale, accedono alle semifinali che, così come la finale, si disputeranno in campo neutro dal 28 al 30 maggio.
Per gli incontri della fase finale non sono previsti al termine dei 90' i tempi supplementari, ma in caso di parità si andrà direttamente ai calci di rigore.

#### Semifinali
|            | Risultati |             | Luogo e data             |
| ---------- | --------- | ----------- | ------------------------ |
| Maceratese | 1-3       | Akragas     | Macerata, 28 maggio 2015 |
| Siena      | 2-1       | Castiglione | Recanati, 28 maggio 2015 |
|            |           |             |                          |

#### Finale
|       | Risultati     |         | Luogo e data             |
| ----- | ------------- | ------- | ------------------------ |
| Siena | 2-2 (5-3 dtr) | Akragas | Macerata, 30 maggio 2015 |
|       |               |         |                          |